# Chicabal
Le Chicabal est un volcan éteint qui s'élève à 2 720 m d'altitude. Il est situé dans le département de Quetzaltenango dans l'Ouest du pays.

## Source de la traduction
- (en) Cet article est partiellement ou en totalité issu de l’article de Wikipédia en anglais intitulé « Chicabal » (voir la liste des auteurs).